# Miranda Ayim
Miranda Joy Ayim (Chatham, 6 maggio 1988) è un'ex cestista canadese.

## Carriera
Con il Canada ha disputato tre edizioni dei Giochi olimpici (Londra 2012, Rio de Janeiro 2016, Tokyo 2020), due dei Campionati mondiali (2014, 2018) e sei dei Campionati americani (2011, 2013, 2015, 2017, 2019, 2021).